# 腊醅
腊醅（11世纪—？），11世纪女真族活剌浑水诃邻乡纥石烈部人。有弟麻产。兄弟七人，素有名声，为众所服。温都部乌春、窝谋罕等发难起兵反抗完颜劾里钵联盟时，腊醅兄弟乘机结连陶温水的百姓，不受驾驭。其同里有人为了躲避他们，迁徙到苾罕村野居女真中间，腊醅怒，将要攻打他们，与乌古论部骚腊勃堇、富者挞懒、胡什满勃堇、海罗勃堇、斡茁火勃堇相约掳掠野居女真。海罗、斡茁火间使人告诉野居女真，野居女真预知其谋，作了防备，腊醅等败归。腊醅于是由南路再袭击野居女真，获胜，俘掠甚众。海罗、斡茁火、胡什满畏惧腊醅，求援于女真首领完颜劾里钵。斜列以轻兵邀击腊醅等于屯睦吐村，将其击败，尽得所俘，腊醅逃归。
腊醅、麻产据暮棱水，集合兵力，驱掠劾里钵五弟完颜盈歌在来流水的牧马。劾里钵到混同江，与完颜盈歌分军。劾里钵从妒骨鲁津倍道兼行，马多乏，都留在路旁，随从五六十骑，于野鹊水遇到腊醅。当时已黄昏，腊醅兵多，劾里钵兵少，完颜欢都与敌军鏖战，出入数次，马受伤，死了十多人。劾里钵突阵力战，受伤四处，不能统军，于是战败。腊醅又在蒲芦买水击败盈歌。劾里钵将长子完颜阿骨打置于膝上，抚摸其头发说：“此儿长大，吾复何忧？”久后，他才伤愈。同年，腊醅、麻产使其部下原为贼人的秃罕、驰朵剽取户鲁不泺牧马四百及富者粘罕的马合计七百余匹，过青岭东，贿赂各部，与乌春、窝谋罕交结。劾里钵亲自统军讨伐，腊醅等诈降，劾里钵回军。骚腊勃堇及完颜盈歌的妻弟富者挞懒先前曾与腊醅、麻产合力，劾里钵想趁回军消灭他，驰马前进，被完颜欢都劝止。大安三年（1087年），腊醅又求助于乌春、窝谋罕。窝谋罕以姑里甸兵一百十七人相助。腊醅据暮棱水，保固险阻，孩懒水乌林荅部叛将石显之子婆诸刊也去追随。在和腊醅等的作战中，劾里钵的四弟完颜颇剌淑独当一面。劾里钵率兵围腊醅等，打败了他们，麻产遁去，劾里钵擒获腊醅、婆诸刊，执送至辽朝，尽获其兵，派他们的卒长斡善、斡脱招抚其众，派斜钵勃堇、八弟完颜阿离合懑抚定他们。劾里钵上言乌春助乱，辽道宗派人去问乌春，乌春惧怕，谎称未曾帮助腊醅。劾里钵又请求将腊醅等俘虏还给自己，获准。当时麻产尚占据直屋铠水，后也被劾里钵擒获。
唐括石古因随完颜阿骨打平定腊醅、麻产兄弟，领谋克。

## 传记资料
- 《金史》卷六十七 列传第五